# 착하지 않은 여자들
《착하지 않은 여자들》은 2015년 2월 25일부터 2015년 5월 14일까지 방영된 한국방송공사 수목드라마이다.
해당 드라마는 캐릭터의 묘사 면에서 호평을 받았으며 2015년 12월 열린 제 28회 한국방송작가상 드라마 부문 수상(역대 14번째이자 6번째 KBS 드라마 수상)의 영예를 안았다.
아울러, 채시라가 분한 김현숙 역은 문소리가 물망에 올랐으나 작품과 배우 나이대가 맞지 않아 고사했으며 엄정화에게도 제안이 갔었다.

## 줄거리
3대에 걸친 착하지 않은 여자들이 휘청이는 인생을 버티면서 겪는 사랑과 성공, 행복 찾기 등 따뜻한 가족애를 그린 가족 드라마.

## 등장 인물

### 주요 인물
- 김혜자 : 강순옥 역 (청년 이항나) - 김철희의 아내, 현정, 현숙의 엄마, 마리의 외할머니
- 채시라 : 김현숙 역 (청년 하승리) - 김철희와 강순옥의 차녀, 구민의 아내
- 도지원 : 김현정 역 (청년 임주연) - 김철희와 강순옥의 장녀, 문학의 아내
- 이하나 : 정마리 역 - 김철희와 강순옥의 외손녀, 정구민과 김현숙의 딸

### 강순옥의 주변 인물
- 이순재 : 김철희 역 (청년 김현균) - 순행성 기억상실 중 가정명 양미남, 강순옥의 남편, 장모란의 전 연인, 현정, 현숙의 아버지, 마리의 외할아버지
- 장미희 : 장모란 역 (청년 하지은) - 김철희의 전 연인
- 이미도 : 박은실 역

### 김현숙의 주변 인물
- 박혁권 : 정구민 역 (청년 윤종훈) - 현숙의 남편, 김철희와 강순옥의 둘째 사위
- 서이숙 : 나현애 (나말년) 역 - 김현숙의 전 담임교사, 두진과 루오의 어머니
- 김혜은 : 안종미 역 (청년 김민영) - 현숙의 고등학교 친구

### 김현정의 주변 인물
- 손창민 : 이문학 역 - 현정의 남편, 김철희와 강순옥의 맏사위

### 정마리의 주변 인물
- 김지석 : 이두진 역 - 루오의 형, 아나운서
- 송재림 : 이루오 역 - 두진의 동생, 마리의 남자친구
- 장경애 : 정마리 친구 역
- 이규형 : 정마리 선배 역

### 그 외 인물
- 최정우 : 한충길 역
- 이승형 : 나부길 역
- 정지순 : 선동태 역
- 채상우 : 국영수 역
- 지이수 : 재경 역
- 김추월
- 박철호
- 송영규 : 이문수 역 - 두진과 루오의 아버지
- 유세형
- 오희준 : 김사범 역
- 전헌태
- 주예린
- 김윤주
- 김광태
- 권일수 : 무술 배우 역
- 이찬희
- 정동규
- 곽승남
- 홍해선
- 김강희
- 지재훈
- 여회현
- 심인준
- 김경애
- 이태윤
- 이지선
- 오지후
- 이성득 : VJ 역
- 김주황 : 의사 역
- 공윤찬 : 방송국 PD 역
- 박지연
- 안명주
- 김선화

### 특별출연
- 장광 : 사주를 봐준 남자 역
- 줄리안 퀸타르트 : 레이프 가렛 역
- 이상윤 : 톱스타 배우 역
- 박칠용 : 보석감정사 역
- 최종훈 : 불륜남 역
- 최하나 : 불륜녀 역
- 이승연 : 방송국 후배 아나운서 역
- 주종혁 : 정마리 학생 역
- 보이프렌드 : 인기 아이돌 그룹 역
- 이상준 : 피아니스트 역
- 이덕화 : 한기영 역

## 시청률
최저 시청률과 최고 시청률은 시청률 조사회사와 지역별로 시청률에 차이가 있을 수 있습니다.
| 2015년      | 2015년      | 2015년         | 2015년       | 2015년         | 2015년       |
| 회차        | 방송일      | TNmS 시청률    | TNmS 시청률  | AGB 시청률     | AGB 시청률   |
| 회차        | 방송일      | 대한민국(전국) | 서울(수도권) | 대한민국(전국) | 서울(수도권) |
| ----------- | ----------- | -------------- | ------------ | -------------- | ------------ |
| 제1회       | 2월 25일    | 8.8%           | 10.3%        | 9.1%           | 9.4%         |
| 제2회       | 2월 26일    | 8.9%           | 10.4%        | 9.8%           | 10.2%        |
| 제3회       | 3월 4일     | 10.1%          | 13.0%        | 11.8%          | 12.2%        |
| 제4회       | 3월 5일     | 9.5%           | 12.8%        | 11.5%          | 12.7%        |
| 제5회       | 3월 11일    | 9.1%           | 11.8%        | 12.0%          | 13.1%        |
| 제6회       | 3월 12일    | 9.5%           | 11.9%        | 12.2%          | 13.3%        |
| 제7회       | 3월 18일    | 9.6%           | 12.2%        | 12.1%          | 12.4%        |
| 제8회       | 3월 19일    | 9.5%           | 12.5%        | 13.7%          | 14.7%        |
| 제9회       | 3월 25일    | 9.8%           | 11.3%        | 12.8%          | 13.9%        |
| 제10회      | 3월 26일    | 10.3%          | 11.7%        | 12.9%          | 13.8%        |
| 제11회      | 4월 1일     | 9.9%           | 12.0%        | 11.9%          | 12.1%        |
| 제12회      | 4월 2일     | 10.6%          | 12.3%        | 13.7%          | 15.1%        |
| 제13회      | 4월 8일     | 10.5%          | 11.9%        | 13.6%          | 14.0%        |
| 제14회      | 4월 9일     | 10.4%          | 12.4%        | 12.7%          | 13.4%        |
| 제15회      | 4월 15일    | 10.0%          | 11.5%        | 12.1%          | 12.3%        |
| 제16회      | 4월 16일    | 9.4%           | 11.5%        | 12.2%          | 12.8%        |
| 제17회      | 4월 22일    | 9.8%           | 10.9%        | 12.1%          | 12.7%        |
| 제18회      | 4월 23일    | 8.8%           | 9.8%         | 12.4%          | 13.9%        |
| 제19회      | 4월 29일    | 8.5%           | 9.9%         | 11.4%          | 11.8%        |
| 제20회      | 4월 30일    | 9.7%           | 10.9%        | 11.2%          | 11.8%        |
| 제21회      | 5월 6일     | 9.8%           | 11.5%        | 12.6%          | 13.6%        |
| 제22회      | 5월 7일     | 9.1%           | 10.4%        | 11.5%          | 11.9%        |
| 제23회      | 5월 13일    | 9.7%           | 11.1%        | 12.2%          | 13.4%        |
| 제24회      | 5월 14일    | 9.7%           | 11.6%        | 12.0%          | 12.9%        |
| 평균 시청률 | 평균 시청률 | 9.6%           | 11.5%        | 12.1%          | 12.8%        |

## 수상 경력
- KBS 연기대상 여자 최우수 연기상 - 채시라
- KBS 연기대상 방송 3사 PD가 뽑은 연기자상 - 김혜자
- KBS 연기대상 작가상 - 김인영
- 제28회 한국방송작가상 드라마 부문상 - 김인영

## 동시간대 드라마
- MBC 수목 미니시리즈

《킬미힐미》 (2015년 1월 7일 ~ 2015년 3월 12일)
《앵그리맘》 (2015년 3월 18일 ~ 2015년 5월 7일)
《맨도롱 또똣》 (2015년 5월 13일 ~ 2015년 7월 2일)
- SBS 드라마 스페셜

《하이드 지킬, 나》 (2015년 1월 21일 ~ 2015년 3월 26일)
《냄새를 보는 소녀》 (2015년 4월 1일 ~ 2015년 5월 21일)